# Cacicco

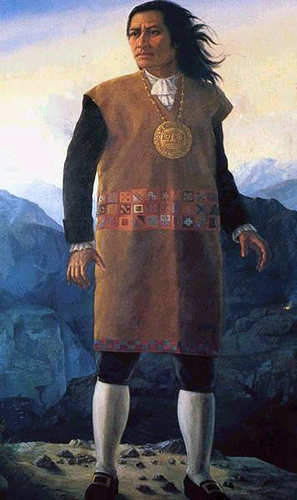
Túpac Amaru II, cacicco peruviano che nel 1781 diede inizio alla rivolta indigena contro gli spagnoli del Perù coloniale

Il termine "cacicco" (da una voce caribica entrata in italiano attraverso lo spagnolo cacique) tradizionalmente indicava i capi di alcune comunità tribali in America del Sud e nel Messico; oggi si riferisce al capo del villaggio. La parola originaria apparteneva alla lingua dei taino (etnia caraibica del gruppo degli arawak).
In altri contesti il termine definisce capi in grado di controllare personalmente intere comunità. In particolare, in Spagna esso ha preso ad indicare i grandi proprietari che, avendo ridotto in una situazione di totale dipendenza le comunità locali, perlopiù rurali, finivano per controllare la vita politica, economica e sociale di intere regioni.
Questo fenomeno, definito "cacicchismo", caratterizzò negativamente la società spagnola per decenni, in particolare nelle regioni del Sud. Durante la Seconda repubblica spagnola venne varata una riforma agraria che prevedeva l'istituzione di collegi arbitrali come strumento di contrattazione che dipendeva dal governo, per ridurre l'influenza dei cacicchi sul lavoro di braccianti e fittavoli.

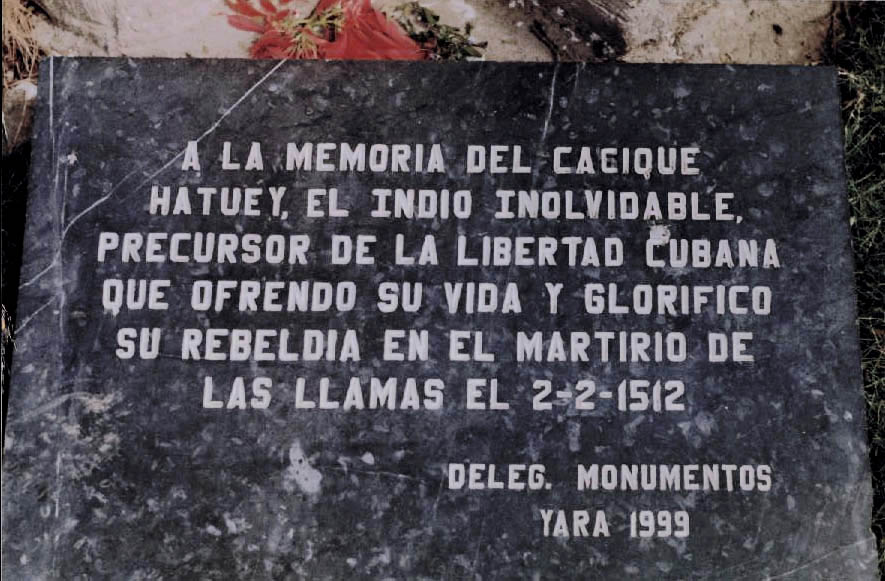
Lastra commemorativa in onore del cacicco taino Hatuey

Durante la Spagna franchista, invece, l'istituzione della democrazia organica ne comportò una recrudescenza, in quanto concedeva più potere agli enti locali a scapito dello Stato centrale, seppur su base elettorale. Nelle aree culturalmente arretrate per i cacicchi era facile manipolare la volontà popolare.

## Era coloniale spagnola
Kasike deriva dalla parola taíno kassiquan, che significa "tenere la casa". Nel 1555 entrò nella lingua inglese col significato di "principe". Nella cultura Taíno il rango kasike era ereditario, talvolta stabilito con mezzi democratici. Poiché i Taíno erano per lo più pacifici, l'importanza del kasike nella tribù era determinata dalle dimensioni del suo clan piuttosto che dalle sue abilità in guerra. I kasike godevano anche di diversi privilegi che li contrassegnavano come classe elitaria della società: vivevano in una capanna rettangolare più grande al centro del villaggio e non in una circolare periferica come altri abitanti, e avevano posti riservati da cui osservare gli areytos (danze cerimoniali) e i batéy (aree rettangolari circondate da pietre con simboli scolpiti). La parola dei kasike era legge. Essi esercitavano questo potere per mettere in atto un governo sofisticato che permeava capillarmente tutti gli aspetti dell'esistenza sociale.
Gli spagnoli adottarono il termine kasike per riferirsi al leader locale di qualsiasi gruppo indigeno dell'America spagnola. I cacicchi caraibici che inizialmente non si opposero ai conquistatori divennero intermediari tra le loro comunità e gli spagnoli. La loro collaborazione era spesso temporanea. La maggior parte dei primi cacicchi alla fine si ribellò e trovò la morte in battaglia o per esecuzione. Due dei più famosi di questi primi cacicchi dell'era coloniale furono Hatuey, originario dell'attuale Cuba, ed Enriquillo dell'isola di Hispaniola. Entrambi ora sono rispettivi eroi nazionali a Cuba e nella Repubblica Dominicana.
Gli spagnoli ebbero più successo quando arruolarono i leader delle civiltà indigene molto più organizzate gerarchicamente del Messico centrale. I cacicchi del Messico centrale furono intermediari più efficaci e fedeli al nuovo sistema di dominio coloniale. La gerarchia e la nomenclatura della leadership indigena di solito persistevano all'interno di una comunità, ma nella designazione dei cacicchi gli spagnoli normalmente non tenevano conto del candidato ereditario o determinato da un dato sistema di leadership indigena.
Di conseguenza, gli indigeni d'élite disposti a cooperare con i governanti coloniali scavalcavano i loro rivali che avevano più diritti ereditari o tradizionali a ruoli di governo. All'interno del sistema coloniale di recente costituzione, gli spagnoli consideravano i nobili indigeni alla stregua della nobiltà europea, e lo status di cacicco, insieme a quello della sua famiglia, era rafforzato di fronte ai colonizzatori dal fatto che gli veniva consentito di usare i nomi onorifici spagnoli don e doña.
In qualità di intermediari coloniali, i cacicchi erano spesso i primi a introdurre la cultura materiale europea nelle loro comunità. Lo si vede nelle case in stile spagnolo che costruirono, negli arredi spagnoli che le riempivano e nei vestiti di foggia europea che indossavano. Si impegnarono in imprese commerciali spagnole, come allevamento di pecore e bovini e sericoltura. Molti possedevano persino schiavi africani che sfruttavano in queste aziende. I cacicchi acquisirono anche nuovi privilegi, prima sconosciuti, che comprendevano il diritto di portare spade o armi da fuoco e di cavalcare cavalli o muli. Alcuni avevano possedimenti chiamati cacicazgos. I registri di molte di queste tenute messicane sono conservati negli archivi nazionali messicani nella sezione Vínculos. 
L'istituzione del governo cittadino in stile spagnolo (cabildos) fu il modo di soppiantare il governo tradizionale. La manipolazione spagnola delle elezioni dei cabildos vi collocò membri compiacenti dei lignaggi ereditari tradizionali .
Prima della fine della tarda era coloniale nel Messico centrale il termine cacicco aveva perso ogni significato dinastico. Uno studioso osserva che "lo status di cacicco poteva in una certa misura rafforzare il prestigio di una famiglia, ma non poteva più essere considerato di per sé un rango di grande autorità." Una petizione del 1769 di una famiglia di cacicchi al viceré della Nuova Spagna, che chiedeva il ripristino dei suoi privilegi, elencava le seguenti aspettative: "che il cacicco sedesse separatamente dai plebei nelle funzioni pubbliche; che fosse esonerato dal servizio nel governo della città, esentato dai tributi e da altre esazioni, dispensato dal culto domenicale e dal pagamento del mezzo real; che i suoi servi non dovessero occuparsi del lavoro comunitario; che fosse immune dal carcere per debiti e i suoi beni dal sequestro; che potesse essere incarcerato per reati gravi ma non nel carcere pubblico; che i nomi dei cacicchi venissero annoverati tra i nobili nei registri ufficiali". E tutti questi privilegi dovevano "essere applicati allo stesso modo alle mogli e alle vedove dei cacicchi".
Con l'indipendenza del Messico nel 1821, l'ultimo dei privilegi speciali dei cacicchi dell'era coloniale fu finalmente abolito.
Diversamente dal resto delle Americhe coloniali spagnole, nella regione andina a cacicco si preferiva il termine locale kuraka . Dopo aver conquistato l'Impero Inca, gli spagnoli che amministravano il nuovo vicereame peruviano permisero ai kuraka di mantenere i loro titoli di nobiltà e le prerogative del dominio locale fintanto che sarebbero rimasti fedeli al monarca spagnolo.
Nel 1781 la ribellione di Tupac Amaru fu guidata da un kuraka che affermava di essere un discendente della linea reale Inca, quella dell'ultimo Inca Thupaq Amaru. All'indipendenza nel 1825, Simón Bolívar abolì i titoli nobiliari, ma il potere e il prestigio dei kuraka erano già in declino dopo la Grande Ribellione. Le rivolte dei kuraka erano iniziate fin dall'inizio del dominio coloniale spagnolo e decenni dopo la rivolta di Tupac Amaru II del 1781; altre insurrezioni come quelle di Tupac Katari o di Mateo Pumakawa furono le prime avvisaglie delle guerre d'indipendenza sudamericane.

## Caciquismoecaudillismo
Un derivato della parola cacicco, caciquismo, può riferirsi a un sistema politico dominato dal potere dei capi politici locali, i cacicchi. Nel periodo post-indipendenza in Messico il termine mantenne il suo significato di leader indigeni, ma assunse anche un'accezione più generale di leader locali o regionali. Alcuni studiosi distinguono tra caudillos (uomini politici forti) e il loro dominio, caudillismo, e cacicchi e caciquismo. L'intellettuale argentino Carlos Octavio Bunge vedeva l'origine del caciquismo nell'anarchia e nello sconvolgimento politico con la successiva evoluzione in una forma "pacifica" di "caciquismo civilizzato" (vedasi il messicano Porfirio Díaz). Lo scrittore argentino Fernando NA Cuevillas ritiene il caciquismo "nient'altro che un particolare tipo di tirannia".
In Spagna il caciquismo è apparso tra la fine del XIX e l'inizio del XX secolo. Lo scrittore Ramón Akal González vede la Galizia (nord-ovest della Spagna) come rimasta per secoli in uno stato di soffocamento della crescita a causa del caciquismo e del nepotismo: "La Galizia soffre ancora di questa anacronistica casta di cacicchi". Francisco Franco detto Il Caudillo (1892-1975) è nato a Ferrol in Galizia.
Nelle Filippine il termine democrazia cacicca, coniato da Benedict Anderson, si usa per descrivere il sistema politico in cui in diverse parti del paese i leader locali rimangono molto forti, con poteri quasi da signore della guerra. Le Filippine furono una colonia della Spagna dalla fine del XVI secolo fino alla guerra ispano-americana del 1898, quando gli Stati Uniti ne assunsero il controllo. L'amministrazione statunitense attuò molte riforme commerciali, politiche e amministrative, a volte piuttosto progressiste e finalizzate alla modernizzazione del governo e del commercio nelle Filippine. Tuttavia, le élite tradizionali locali, essendo meglio istruite e meglio introdotte rospetto alla gran parte della popolazione locale, ne trassero spesso vantaggio per rafforzare le loro posizioni.
Non c'è consenso nella letteratura accademica sulle origini del termine caciquismo. Secondo Murdo J. MacLeod, i termini cacicco e caudillo "richiedono un ulteriore esame o, forse, a causa della diversità delle spiegazioni e dei fenomeni che descrivono hanno assunto un significato talmente largo e interpretabile che sono diventati generalizzazioni in qualche modo vuote".

## Significati traslati
Il termine, assieme al suo derivato cacicchismo, è entrato nel linguaggio giornalistico per indicare, in particolare in ambito politico, dei poteri locali sostenuti da un forte personalismo.

## Galleria d'immagini

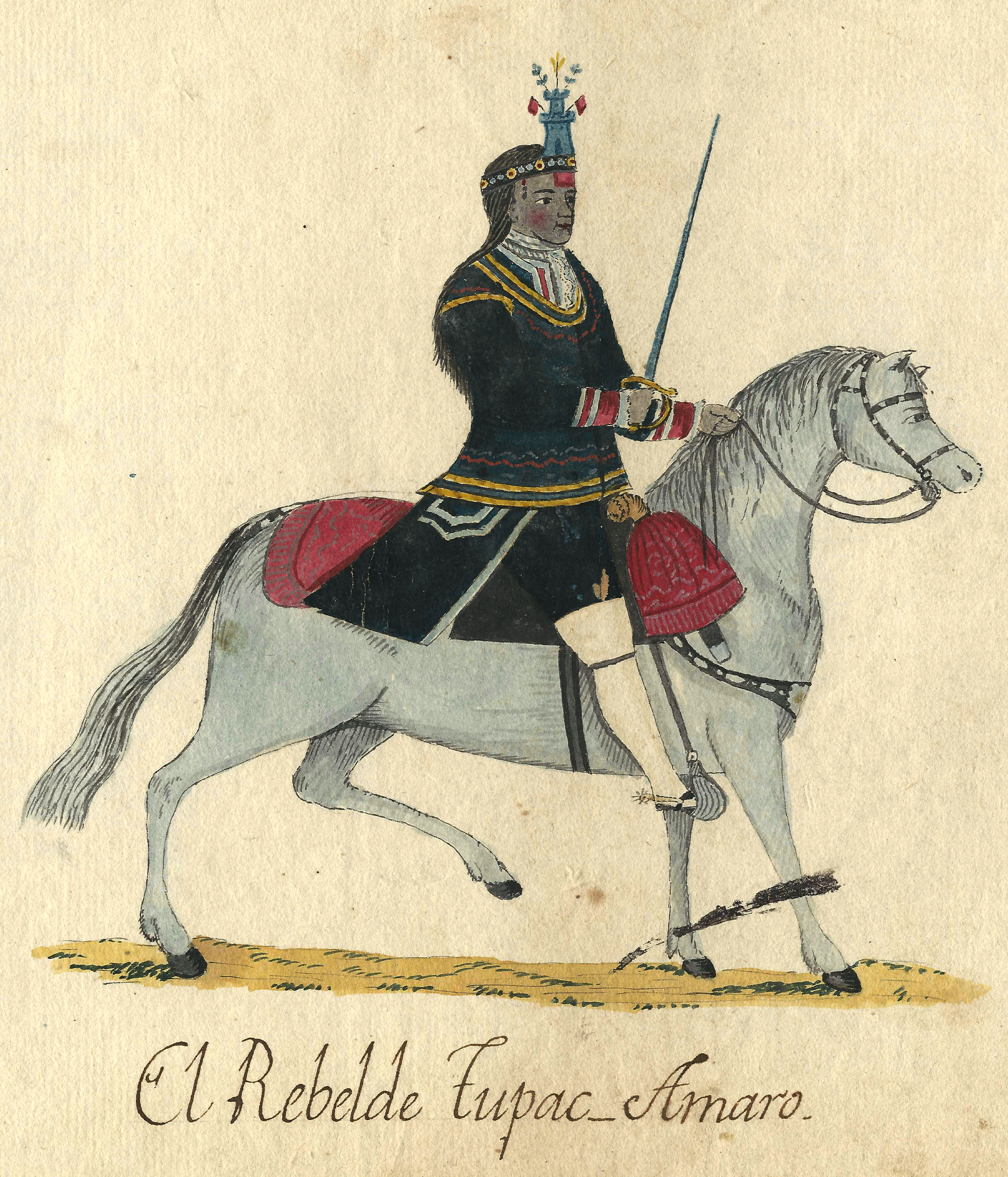
Túpac Amaru II, un cacicco andino che guidò una ribellione del 1781 contro il dominio spagnolo in Perù.
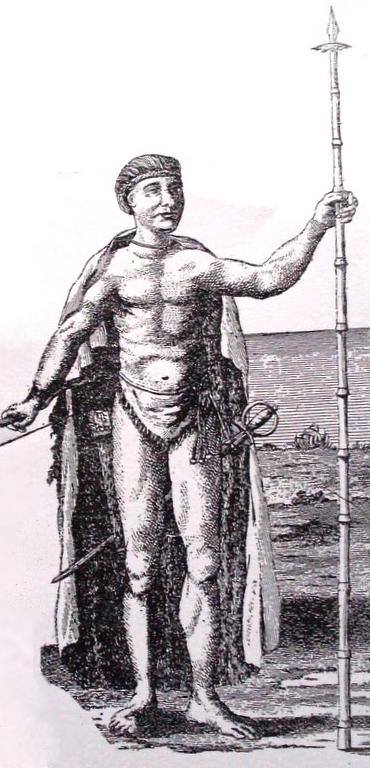
Cangapol, capo dei Tehuelche, XVIII secolo.
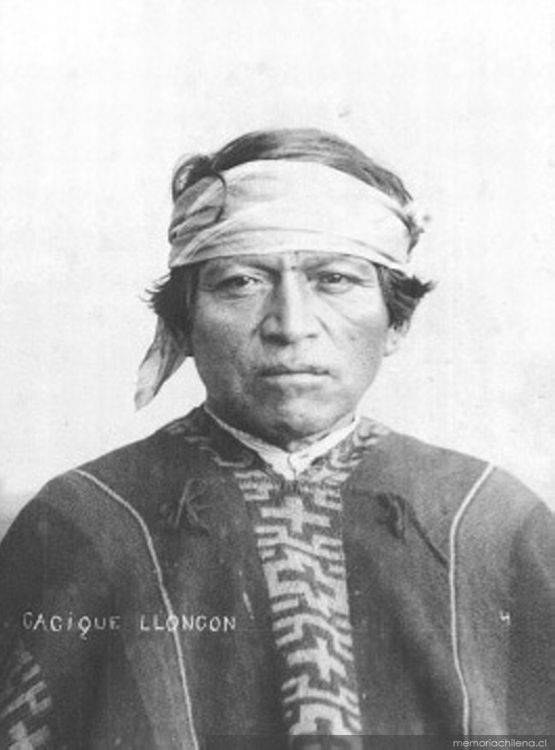
Cacicco mapuche (lonko, ossia un capo) intorno al 1890.
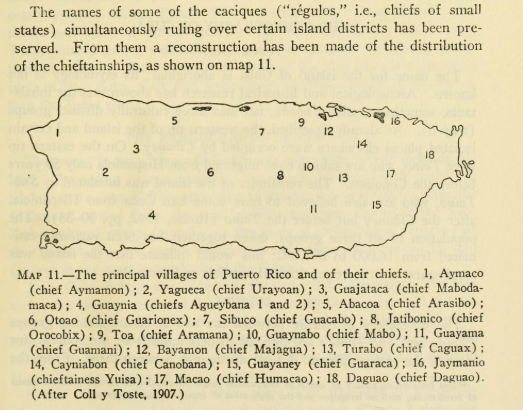
Mappa del 1948 della rivista Smithsonian dei territori governati da diversi cacicchi a Porto Rico.